# Belisama Vallis
La Belisama Vallis è una struttura geologica della superficie di Venere.